# Ali Pasza z Gusinja
Ali Pasza z Gusinja (tur. Gusinyeli Ali Paşa, alb. Ali Pashë Gucia; ur. 1828 w Gusinjem, zm. 5 marca 1888 w Peciu) – osmański i albański wojskowy, jeden z przywódców Ligi Prizreńskiej.

## Życiorys
Pochodził z rodziny Shabanagaj (czarnog. Šabanagić), był synem Hasana  oraz nieznanej z imienia Czarnogórki. Od 1845 roku pełnił funkcję kajmakama w Gusinjem.
Brał udział w wojnach czarnogórsko-osmańskich z lat 1861–1862 oraz 1876–1878, a także walczył w wojnie z Rosją z lat 1877–1878. Zaangażował się następnie w działalność Ligi Prizreńskiej, której kongres mianował go głównodowodzącym albańskich sił partyzanckich. Sprzeciwiał się decyzji kongresu berlińskiego, w myśl której miejscowości Plav oraz Gusinje miały zostać przekazane Księstwu Czarnogóry; w tym celu Ali kilkakrotnie podróżował do Konstantynopola w celu negocjacjowania z sułtanem Abdülhamidem II oraz albańskimi działaczami politycznymi. Był uważany za osobę bliską sułtanowi, co jednak zmieniło się po nieudanych negocjacjach Alego Paszy z marszałkiem Mehmedem Alim Paszą, który był także jednym z dwóch przedstawicieli Imperium Osmańskiego na kongresie berlińskim.
Po śmierci marszałka we wrześniu 1878 roku w regionach Plavu i Gusinja znajdowało się około 10 tys. uzbrojonych albańskich rebeliantów, dowodzonych przez Alego Paszę. Od listopada 1879 do stycznia 1880 dowodzone przez Marka Miljanova wojska czarnogórskie bezskutecznie próbowały zająć oba rejony (przegrały także bitwę o Novšiće), wobec czego Czarnogóra zrezygnowała z prób siłowego ich przejęcia. W 1880 roku miały miejsce długie negocjacje, w wyniku których zdecydowano się oddać Ulcinj Czarnogórze; w ramach sprzeciwu w lipcu 1880 roku w mieście pojawiło się 3,5 tys. albańskich bojowników, sam Ali Pasza wysyłał delegatów do Debaru w celu werbowania ochotników do obrony miasta, ostatecznie jednak Ulcinj przeszedł w ręce Czarnogóry w listopadzie 1880 roku. Działalność Alego Paszy pod koniec funkcjonowania Ligi Prizreńskiej jest nieznana.
W 1881 roku otrzymał tytuł bejlerbeja oraz pełnił następnie funkcję mutasarrifa w Sandżaku Peć. W 1887 roku miał miejsce zamach na jego życie.
Znał języki turecki i serbski.

## W kulturze
W pracy Lahuta e Malcís Gjergja Fishty  Ali Pasza z Gusinja jest główną postacią w ósmej pieśni, został także wspomniany w dziewiątej.